# 落水山莊
落水山莊（英語：Fallingwater），也称流水别墅，是坐落於賓夕法尼亞州西南部鄉村、匹茲堡東南方50英里處的住宅，1934年由美國建築師法蘭克·洛伊·萊特所設計。房舍建於費耶特縣史都華鎮、阿利根尼山脈的月桂高地，橫跨在熊奔溪的瀑布之上。
落水山莊在完工後不久便被《時代》雜誌稱頌是「萊特最美的傑作」。同時也名列《史密森尼》雜誌28個「一生中一定得造訪一次的地點」。
1963年，小卡夫曼把流水别墅捐赠给了西宾州保护委员会。1964年，它作为博物馆向公众开放。其中。1976年，落水山莊被定為國家歷史地標。1991年，美國建築師學會將之名為「美國建築史上最偉大之作」，2007年並躋身美國最喜愛建築列表第29名。這座房子和其他七座萊特建築於2019年被列為世界遺產，標題為「弗兰克·劳埃德·赖特的20世纪建筑作品」。

## 歷史
在67歲時，勞埃德·萊特有機會設計和建造三座建築物項目。憑藉他在1930年代末期設計的三個作品（落水山莊、位於威斯康辛州拉辛的美國莊臣總部以及位於威斯康辛州麥迪遜的赫伯特·雅各布斯之家，重新在建築界中嶄露頭角。

### 考夫曼一家

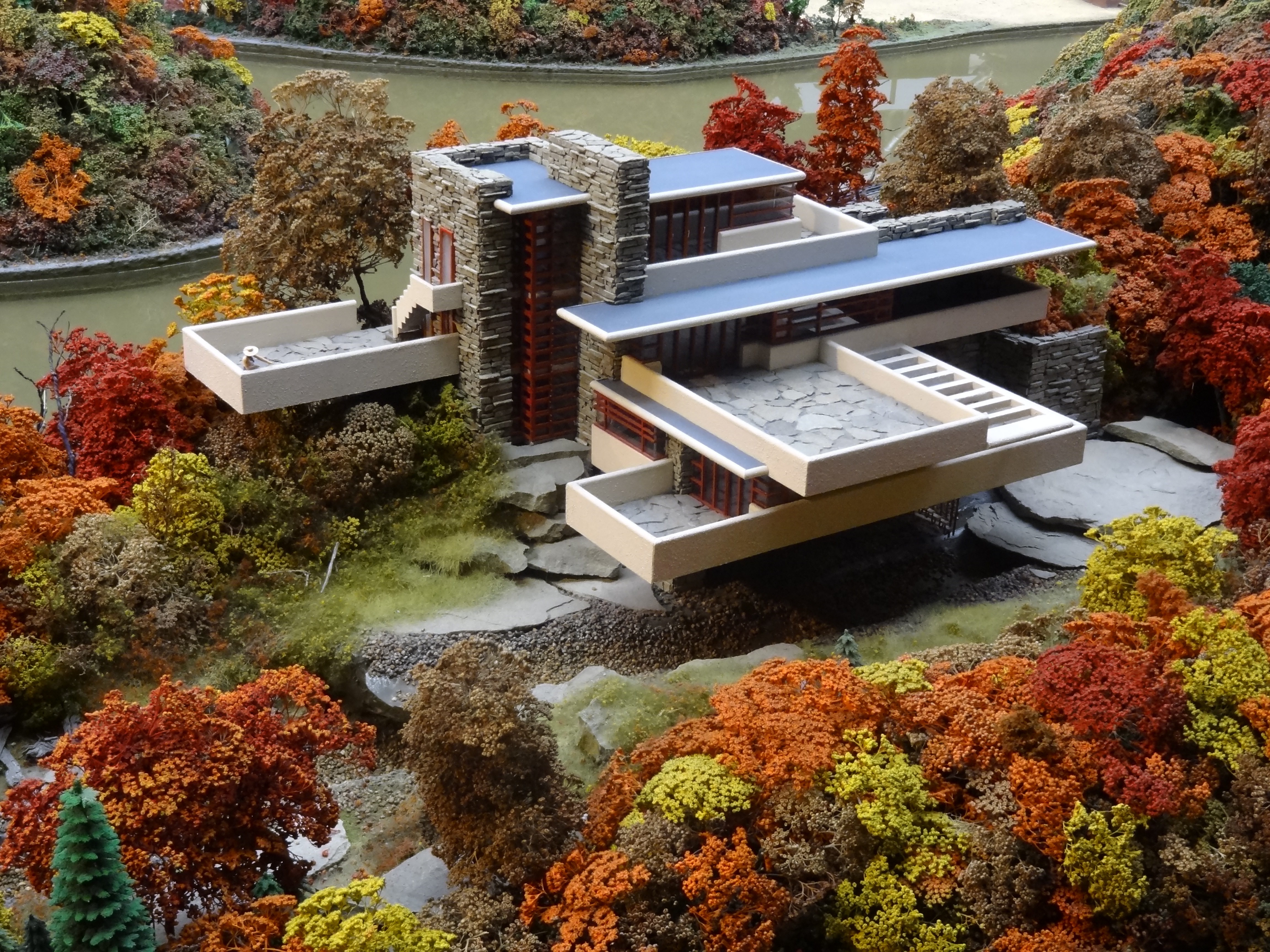
目前展示於匹茲堡卡內基科學中心的落水山莊模型

埃德加·J·考夫曼一名來自匹茲堡的商人，也是考夫曼百貨公司的總裁。其妻子莉蓮·考夫曼（Liliane Kaufmann）與他的丈夫一樣熱愛戶外活動，並熱衷於徒步旅行和騎馬。同時也具有強烈的審美觀。
埃德加和莉蓮的獨生子小埃德加·考夫曼成為了他父親與勞埃德·萊特建立關係的媒介。1934年夏天，考夫曼閱讀了萊特的《自傳》（1932年），並在九月底前往威斯康辛州拜訪他的家。在短短三個星期內，他開始在塔利辛社區建築學校進行學徒訓練，這是萊特和他的妻子奧爾吉瓦娜於1932年建立的共同建築計劃。1934年11月，埃德加和莉蓮在探望兒子時，也首次在塔利辛與勞埃德·萊特見面。
考夫曼一家居住於在拉圖雷爾（La Tourelle），這是一座法國諾曼式的莊園，由匹茲堡建築師本諾·揚森於1923年設計。然而該家庭還擁有一處位於匹茲堡郊外有著偏遠房產——一個靠近瀑布的小木屋，這座建築經常被該家族用作夏季度假小屋使用。當小木屋需要修復時，考夫曼夫婦聯繫了勞埃德·萊特。
1934年12月18日，萊特訪問了房子所在的貝爾朗地區，並要求對瀑布周圍的區域進行測量。賓夕法尼亞州尤寧敦的費耶特工程公司為此準備了一份報告，包括該場地的巨石、樹木和地形，並於1935年3月轉交給萊特。

### 建造
根據曾在塔里耶森辦公的萊特學徒的證言，考夫曼在初次會面後的九個月後，於9月22日大早給萊特家中打了電話，驚喜地告訴他當天會去拜訪他。在之前的溝通中，萊特曾告訴考夫曼他已經在計劃上取得了進展，但實際上他並沒有採取任何行動。早餐後，萊特和他的學徒們跟隨考夫曼前往塔里森，兩個小時內草繪了建築物設計圖。當時的塔里耶森學徒埃德加·塔費爾和羅伯特·莫舍爾表示，當萊特設計這些計劃時，他討論了對於住宅空間的使用方式，直接將形式和功能聯繫在一起。並規劃將在瀑布上方設計住宅，而考夫曼則原先希望建築位於瀑布下方，以便能夠欣賞到瀑布的景色。考夫曼最初因而對建築選址的改變非常不滿意。
由於考夫曼夫婦計劃將在這間住所接待大型團體，因此房屋的尺寸需要比原來的地塊允許的更大。他們還要求萊特在建築設計增加獨立的臥室，以及一個給成年兒子和一個額外客房的臥室。為了滿足這些要求，萊特在建築基地採用了懸臂結構。通過增加建築的高度增加總樓地板面積和房間的數量；也通過加深懸挑兒擴大起居活動區域的面積。山莊將於懸崖的一側緊密結合，其他三個方向的結構則是以水平懸挑的形式延伸到環境。並為委託工程師門德爾·格里克曼和威廉·韋斯利·彼得斯合作進行落水山莊結構設計，他們之前負責了萊特在約翰遜蠟筆總部的柱子。建築物初步計劃於1935年10月15日提交給考夫曼以供批准，之後萊特又到現場進行了額外的訪問，以便為工作估算成本。
1935年12月，由於位於基地西邊的一個舊採石場重新開放，提供了建造建築牆壁所需的石材。萊特在建設期間只定期進行視察，並指派他的學徒羅伯特·莫舍爾作為他的常駐代表。最終施工圖於1936年3月由萊特發布，並於4月開始橋樑和主要建築物的施工。在建設過程中曾發生萊特、考夫曼和承包商之間的衝突。考夫曼對萊特在使用鋼筋混凝土方面經驗不足感到不安，因此他請一家諮詢工程公司的顧問進行對大膽的悬臂設計的測評，並希望能夠增加鋼樑。在收到他們的報告後，萊特感到冒犯，除了立即要求考夫曼歸還他的圖紙，並表示若是如此就退出項目。考夫曼最終只得同意萊特的要求，工程師的報告隨後被埋藏在房屋的一道石牆中。
在懸臂樑的樓層方面，萊特和他的團隊使用倒置的T型樑，將其整合到一個整體的混凝土板中，既構成下方空間的天花板以增強抗壓強度。承包商瓦爾特·霍爾同時也是一位工程師，他進行了獨立計算並主張增加一樓板的鋼筋數量，但萊特拒絕了這一建議。在此後多年，曾有猜測指出承包商在興建工程中悄悄將鋼筋數量翻倍，考夫曼的諮詢工程師則將鋼筋數量加倍以符合萊特的規定。到了1995年開始的修復工程，則確認了建築物在建造期間曾進行額外的混凝土加固工程。
此外，承包商在懸臂結構的模板中沒有建造微微向上傾斜的結構，以彌補其沉降和撓度。一旦移除模板，懸臂就會出現了明顯的下垂。在得知未經批准的鋼筋增加後，萊特召回了莫舍爾。並在考夫曼的批准下諮詢工程師在西陽台的主要支撐樑下安裝了一道支撐牆。當萊特在現場考察時發現了這個情況時，他讓莫舍爾悄悄地移除了頂部的石頭。當考夫曼後來承認了所做的事情時，萊特向他展示了莫舍爾的作品，並指出在過去一個月的測試負載下，懸臂在沒有支撐牆的情況下能夠保持穩定的平衡性。
落水山莊的主要結構於最後於1938年完工，客房則於翌年完工。

### 建造成本
落水山莊的最初估計建造成本為35,000美元。最終住宅和客房的成本為155,000美元，其中包括房屋部分的75,000美元，裝修和家具部分的22,000美元，客房、車庫和僕人住所部分的50,000美元，以及8,000美元的建築師費用。從1938年到1941年，超過22,000美元用於額外細節的增加以及硬體和照明方面的變更。
經通脹調整後，總成本155,000美元相當於2022年約330萬美元。2001年的房屋修復估計成本為1150萬美元（約2022年的1900萬美元）。

### 啟用
1937年至1963年期間，落水山莊一直是考夫曼家族的周末住所，小埃德加·考夫曼後來將該物業捐贈給了賓夕法尼亞州保護協會。而家人們經常在周末前往落水山莊。莉蓮喜歡在那裡游泳，並且在建築內放置著現代藝術品，尤其是迭戈·里韋拉的作品。里韋拉曾是這個鄉間別墅的客人。
萊特深刻理解人類是自然的一部分，因此他認為，符合自然的建築也符合人們的基本需求。例如，儘管瀑布屋的許多地方有著寬大的窗戶，但屋內的人們卻如同置身於深淵洞穴一般，感受到背後山丘的庇護和安全感。——小埃德加·考夫曼

## 設計

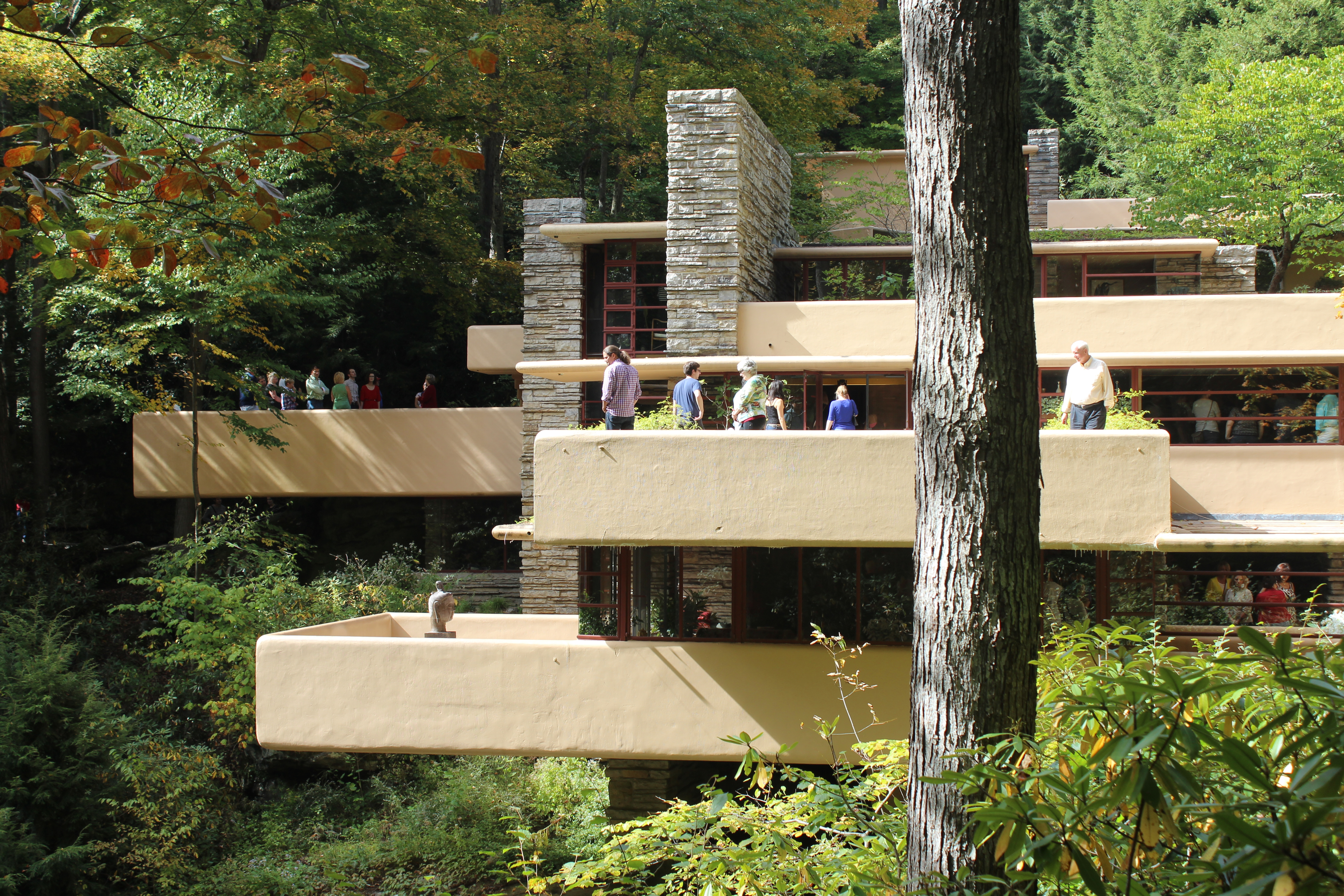
落水山莊外觀
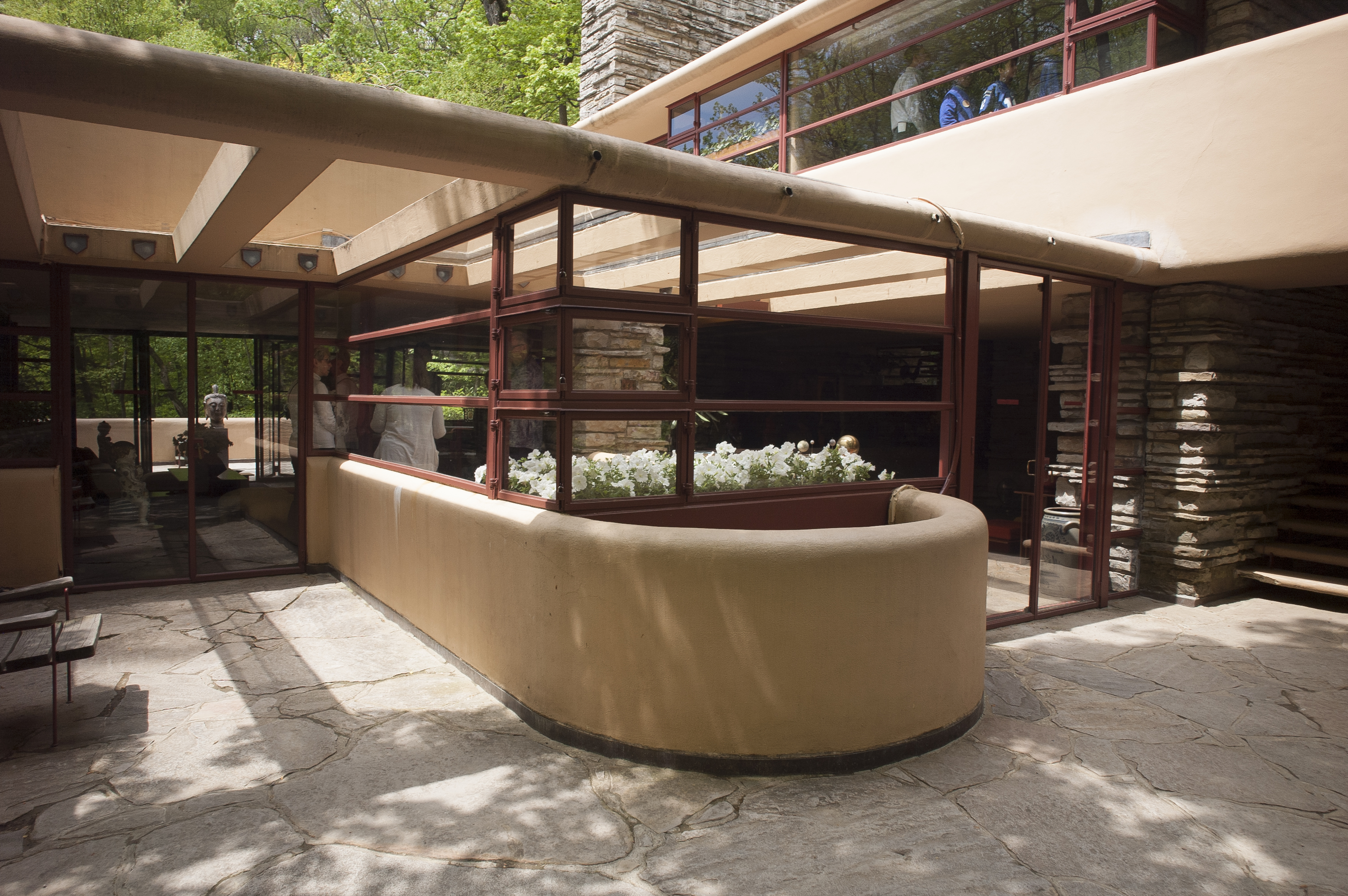
落水山莊的庭院
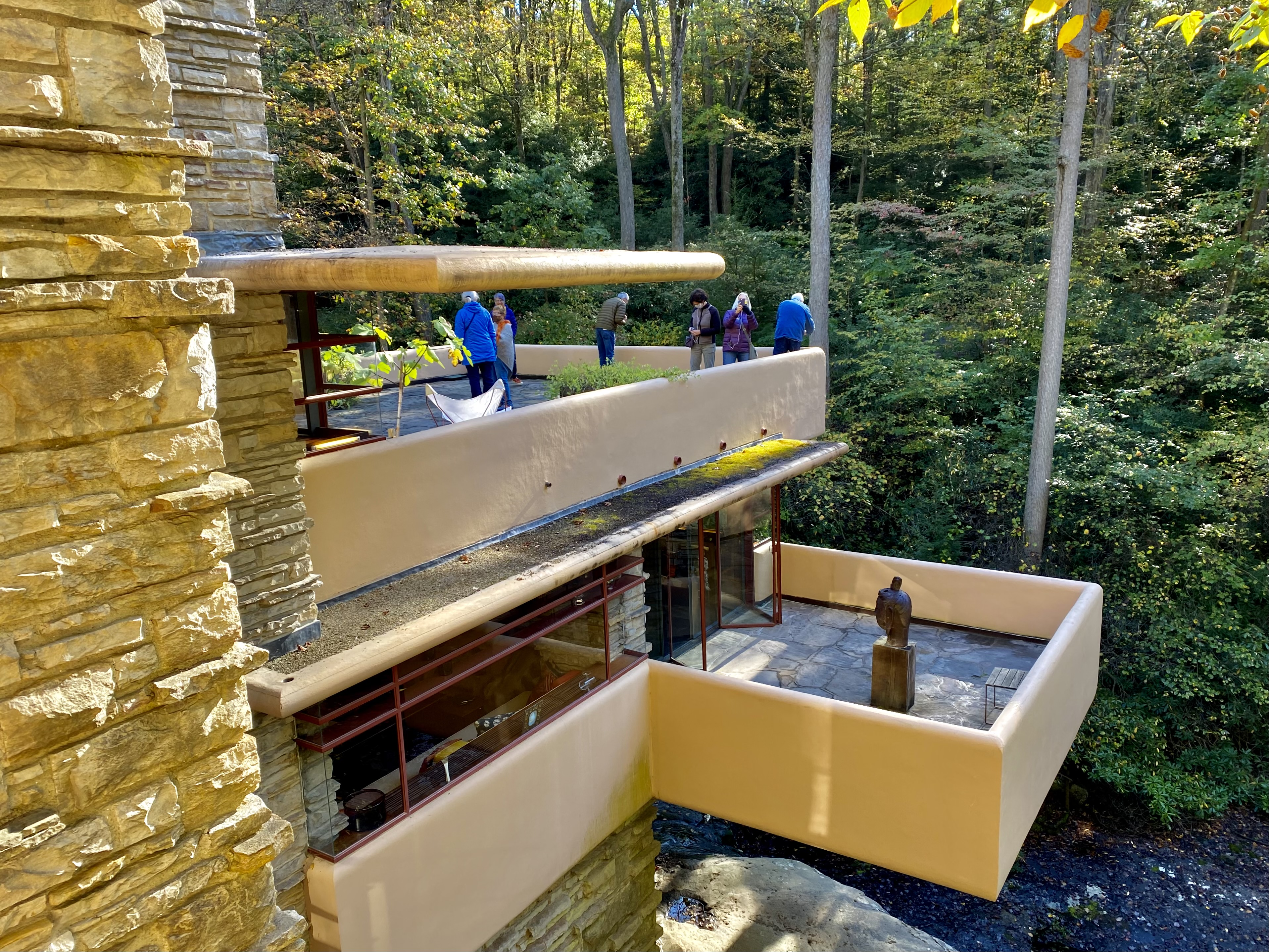
落水山莊的懸臂樓層
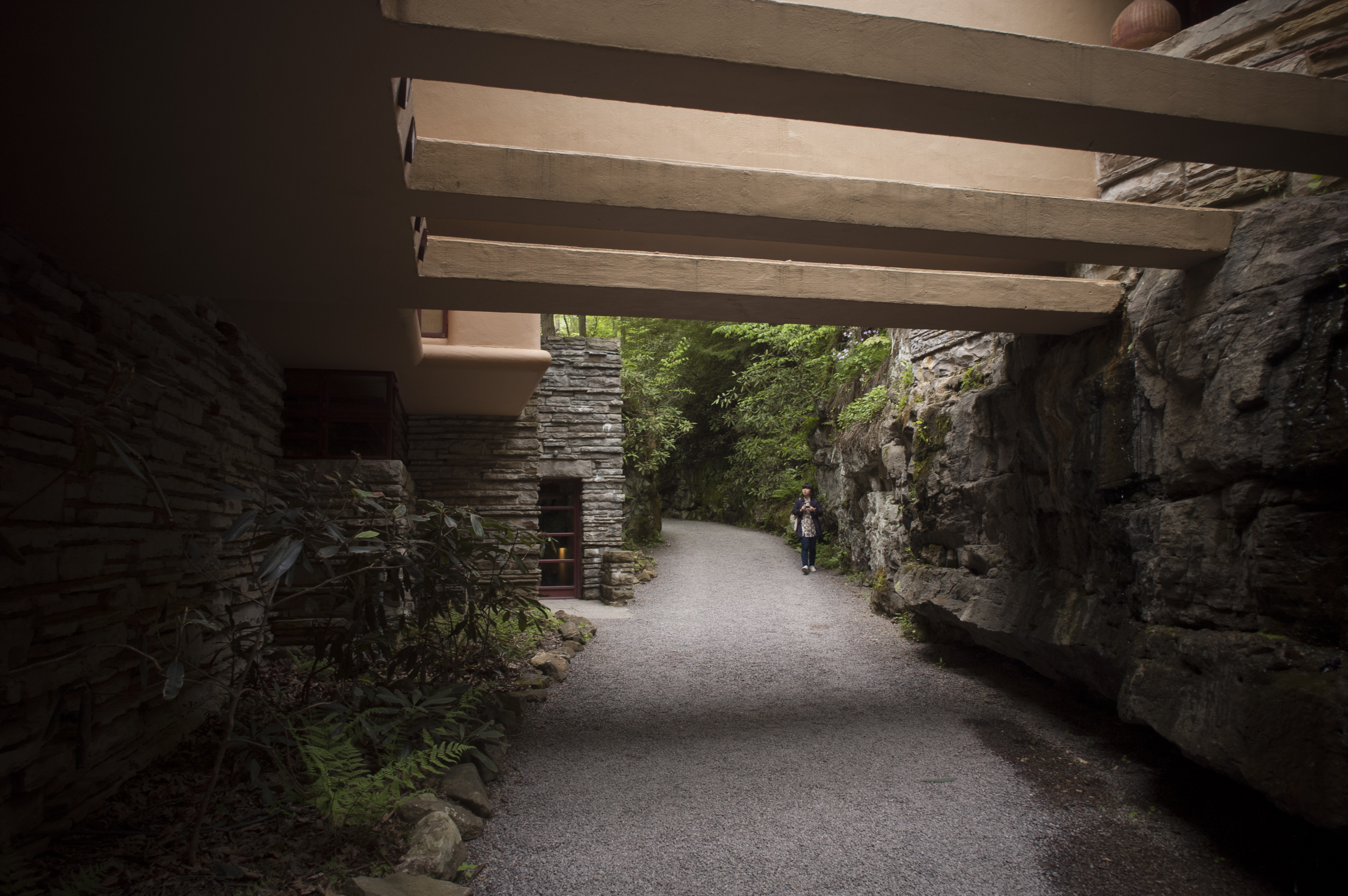
落水山莊西北側延伸到山坡的車道

落水山莊被譽為萊特最偉大的傑作之一，因其自然環境融合的動感而聞名。並展現了萊特獨特的有機建築技巧及深受對日本建築的熱愛影響，以及對於在外部建築支撐的結構，使用大膽創新的懸臂樑結構設計。建築的機能格外注重外部和內部空間的相互交融，以及強調人與自然和諧相處。現代日本建築師安藤忠雄曾對這座房子評價道：
我認為萊特從日本建築中學到了建築最重要的一個方面，即是在空間的處理。當我參觀賓夕法尼亞州的落水山莊時，我發現了同樣對空間的敏感。而且還有大自然的聲音，這吸引到了我。
建築物自懸壁外伸的平台與垂直方向，在長條玻璃窗搭配岩石牆面與壁爐形成相對比幾何形組合。室內部分，客廳壁爐及壁板被視為建築物空間的核心，並在該區域融入在工地上發現的巨石，也就是最初選址上一塊凸出的岩石。這塊岩石被保留在原位，並在客廳地板上突出約一英尺，以將室內與室外聯繫起來。最初萊特打算修剪平齊這塊岩石，但考夫曼一家則喜歡在這個地方曬太陽，所以考夫曼向建議萊特保持原樣。最終則是在石頭周圍的地板經過打蠟處理，壁爐則保持原樣，給人一種乾燥岩石從溪流中突出的感覺。
建築物本身與周圍環境的融合甚至延伸到細節。例如在材質上運用了當地天然山石使讓內外更有一致，在玻璃和石材的交接處沒有使用金屬窗框，而是將玻璃和窗的橫梃固定在預先設計好的石材凹槽。大面積的開窗和轉角窗使室內外的視線相通，石材牆面的紋理和連續也模糊室內外空間的邊界。從懸臂式客廳衍伸的樓梯可直接通向下方的一個孤立平台。一個連接空間將主房與客房和佣人層連接在一起，一處天然泉水在室內滴水並引導回室外。臥室的空間很小，部分空間的天花板則略顯較低，以鼓勵人們朝著開放的社交區域、露台和室外活動。
建築周圍的熊奔溪的和其水聲可在房子內聽見，特別是在春季融雪時，當地開採的石牆和懸臂露台與附近的岩石形成和諧的景象。建築物的設計中也包含廣闊的窗戶和廊道並延伸到周圍。

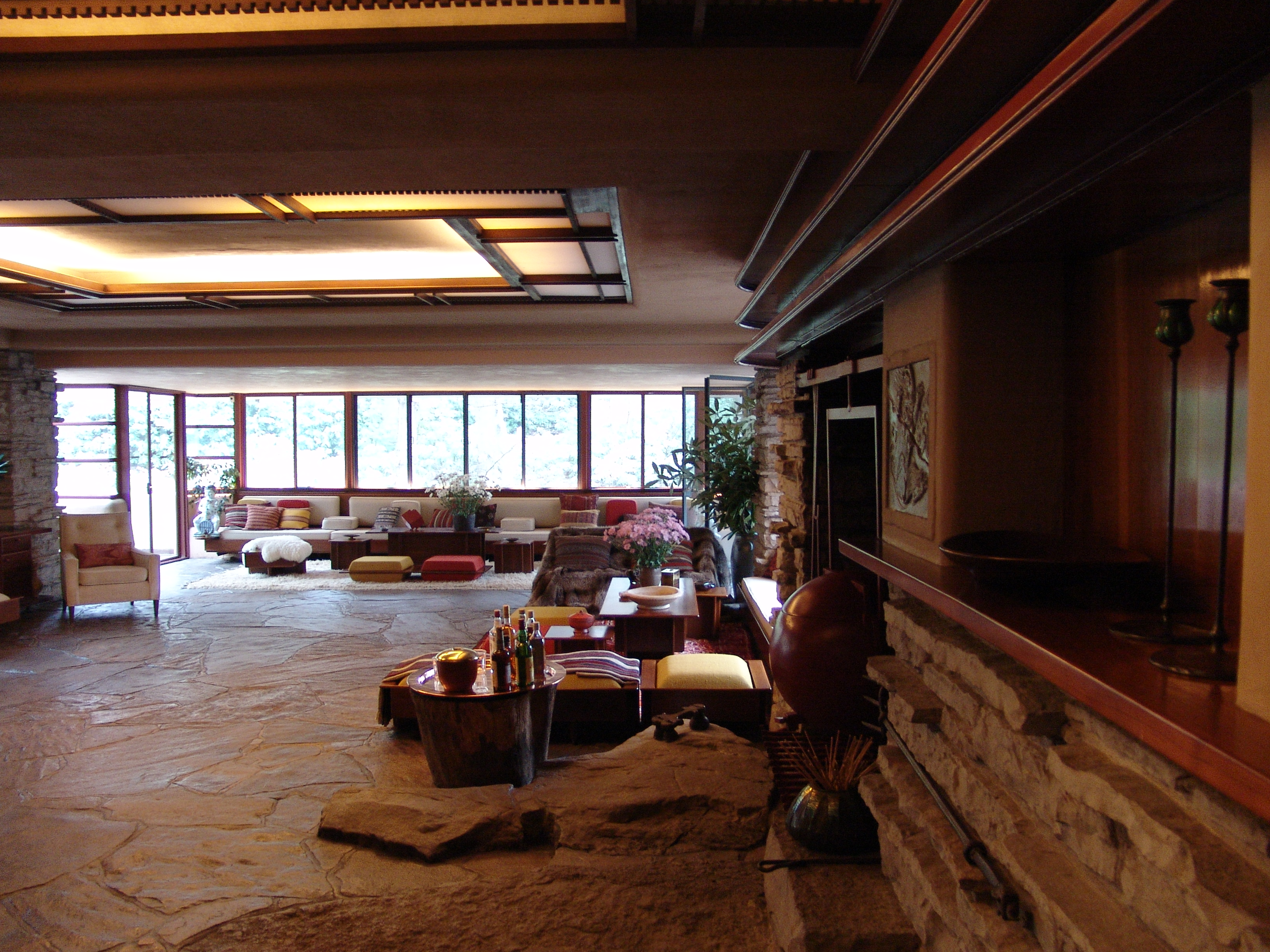
落水山莊內部
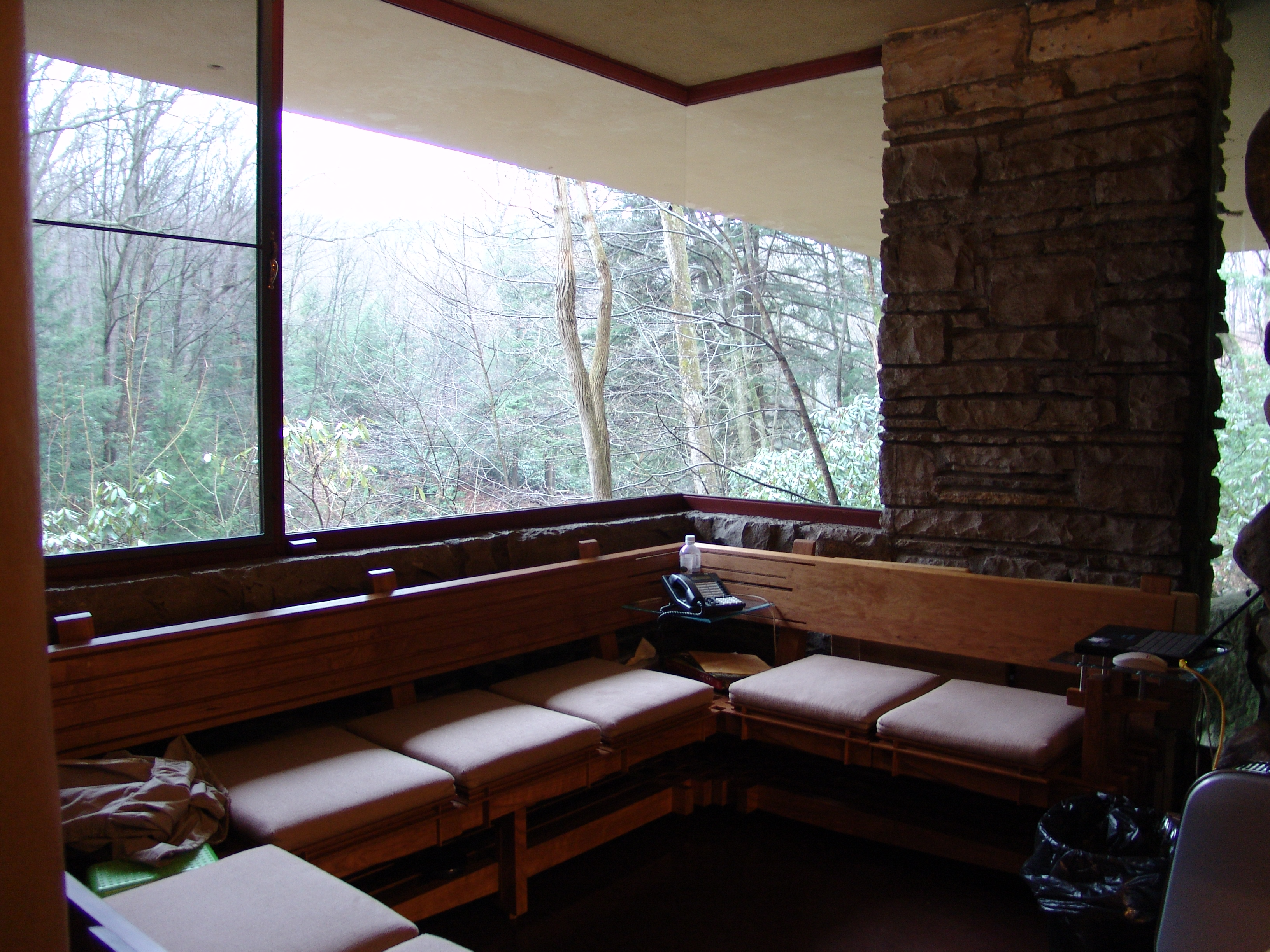
落水山莊的室內陽台
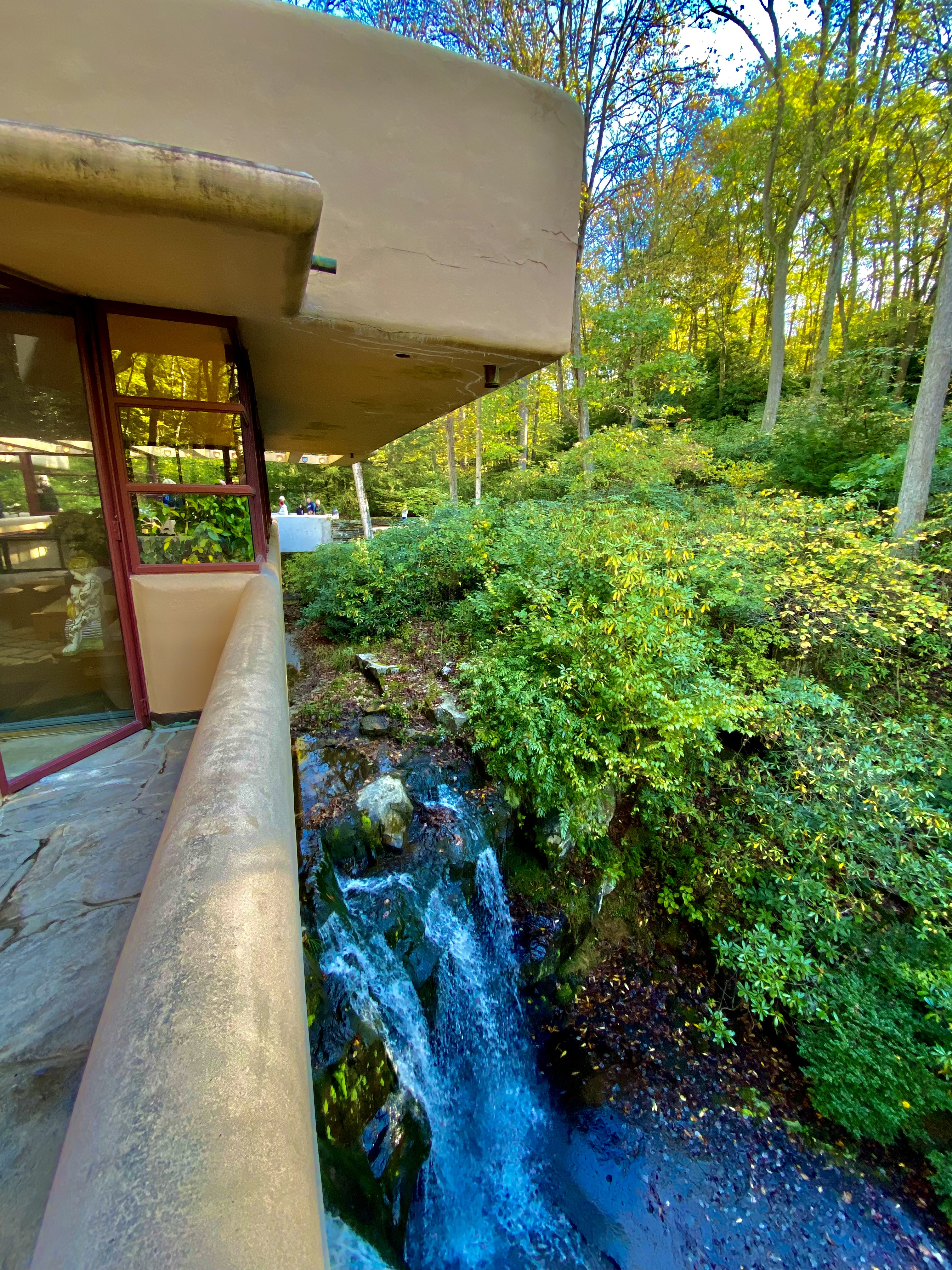
從主臥室外的露台看到的瀑布
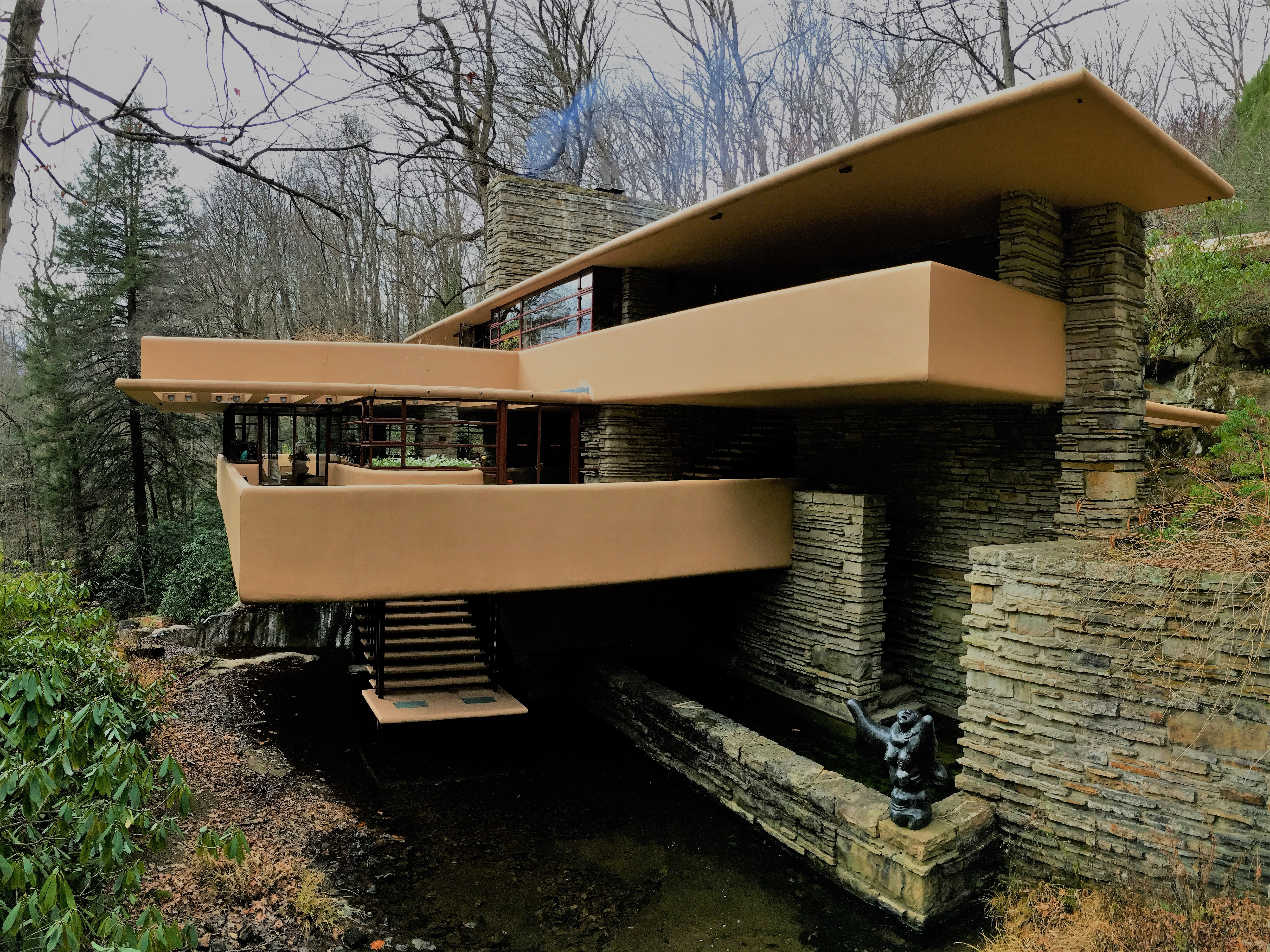
自旁側視角觀望落水山莊

根據萊特的觀點，建築物主入口被遠離瀑布。並在入口上方的山坡上有一個四間車棚、佣人住所和客房。這些附屬建築於兩年後建成，使用了與主房子相同質量的材料和細節處理。客房設有由泉水供應的游泳池，水被溢出並排入下方的河流中。
萊特最初計劃讓這座房子與賓夕法尼亞州鄉村的自然環境融為一體。為此他限制了自己的色彩選擇，混凝土使用淺土黃色，鋼結構則使用他標誌性的切羅基紅色。在落水山莊歸公有管理後，根據考夫曼兒子的指示，三個車棚空間被封閉，供博物館參觀者在導覽結束時觀看西賓夕法尼亞自然保育協會的簡報。考夫曼兒子按照萊特在其他落水山莊內部的設計規格設計了這些內部空間。
這座房子的模型於2009年在紐約市的現代藝術博物館展出。

## 保存
當考夫曼於1955年去世後，小考夫曼接手了落水山莊並在1960年代初期仍持續將其用作週末度假小屋使用。由於越來越受關注並為了確保落水山莊的保護，他遵循父親的遺願將這座房屋和約1,500英畝的土地委託給西賓夕法尼亞保育協會，以紀念他的父母，並親自指導該組織對於落水山莊的管理、保護和教育計劃。
自從1964年建築開始進行導覽觀光以來，小考夫曼經常造訪這個地方。與考夫曼合作的建築師和設計師保羅·馬揚（Paul Mayén）貢獻了訪客中心的設計，該中心於1981年完工。每年，該房屋吸引來自世界各地的超過160,000名遊客參觀。

### 修復計畫
自完工後過去的80年內，落水山莊因其暴露在濕度和陽光下而出現劣化跡象，這在很大程度上是由於西南賓夕法尼亞州的嚴寒凍融條件和水滲透對結構材料的影響所致。為了應對這些問題，修復人員定期對外部的石牆進行全面清潔。由於落水山莊的六個浴室採用軟木磚進行鋪設。當作為地板材料時，軟木磚則會進行手工打蠟，使其表面具有光澤以增強其天然防水能力。然而，隨著時間的推移，軟木磚開始顯示出水損害的跡象，因此保護協會需要頻繁對該項結構進行修復工作。
此外，落水山莊的結構系統包括一系列非常大膽的鋼筋混凝土懸臂陽台。在施工過程中，一旦模板被移除，就立即觀察到混凝土懸臂出現明顯的撓曲。隨著時間的推移，這種撓曲現像不斷增加，最終在15英尺（4.6公尺）跨度上達到7英寸（180毫米）。
1995年，西賓夕法尼亞保護協會委託進行了一項場地結構完整性的研究。結構工程師分析了懸臂的時間變化，並通過雷達分析定位和量化鋼筋加固情況。研究數據證明承包商確實在萊特的設計計劃之外增加了加固措施；然而，懸臂仍然未經充分加固。混凝土及其鋼筋加固物接近承載極限。隨後，聘請了一家建築公司來解決這個問題，並自1997年開始先安裝臨時梁。
2002年，採用預應力技術對落水山莊進行了永久性修復。客廳的石灰岩地板磚被逐個標記移除。這些磚塊與混凝土懸臂樑和地板梁連接在一起；高強度鋼纜則穿過磚塊和外部混凝土牆，使用千斤頂進行加固。再恢復地板和牆壁，使落水山莊的內部和外觀在進行此次修復後在外觀仍能保持不變。如今懸臂得到了足夠的支撐，撓曲現像已停止。西賓夕法尼亞保護協會則持續監測懸臂的運動情況。

## 流行文化
- 落水山莊在1959年亞佛烈德·希區考克執導的電影《北西北》中作為啟發虛構的山普摩爾範達姆住所的參考地點。[41]
- 作曲家邁克爾·多爾蒂（英语：Michael Daugherty）於2013年創作的小提琴和弦樂團協奏曲《落水》就是以這座房屋為靈感。[42]
- 英國電子音樂二人組Autechre（英语：Autechre）的EP《Envane》的封面對該建築進行了風格化處理。[43]
- 彼得·布鲁姆的繪畫作品《岩石》也是由考夫曼夫婦委託完成的，現收藏於芝加哥藝術學院，該張畫作描繪了一幅讓人聯想起落水山莊施工場景的作品。[44]
- 在尼爾·舒斯特曼（英语：Neal Shusterman）的《死神之弓（英语：Scythe_(novel)）》系列小說中，書中的角色切割者瑪麗·居里（Scythes Marie Curie）和阿納斯塔西亞（Anastasia）住在落水山莊中。[45]
- 日本動畫系列《交响诗篇》的第16話中包含了一個隱藏在山洞中的落水山莊複製品。
- 落水山莊出現在意大利迪士尼雜誌《Topolino #2043》的故事《Amelia e la pietra pantarba》的漫畫中。女巫的房子在咒語的作用下變成了落水山莊，然後恢復到正常狀態。
- 這座建築在1979年的樂一通動畫電影《瘋狂兔寶寶：公路狂飆（英语：The_Bugs_Bunny/Road_Runner_Movie）》中出現。
- 丹·西蒙斯的科幻小說《恩迪米翁》的最後一章講述了主人公們在31世紀參觀落水山莊的故事。
- 康納·奧伯斯特（英语：Conor Oberst）在他的專輯《Salutations》中的歌曲《Mamah Borthwick (A Sketch)》中提到了落水山莊。
- 樂高的「Lego Architecture」系列於2009年發布了一款包含811個構建模型的落水山莊建築套裝。[46]
- 落水山莊出現在《辛普森一家》的第18季第3集中。
- 這座房子被用作心理學動畫系列《PSYCHO-PASS》中的前心理學教授雜賀讓二的住所的模型。

### 文獻書目
- Trapp, Frank. . Rizzoli, New York. 1987.
- Hoffmann, Donald.  2nd. Dover Publications. 1993. ISBN 0-486-27430-6.
- Brand, Stewart. . Penguin Books. 1995. ISBN 0-14-013996-6.
- McCarter, Robert. . Phaidon Press. 2002. ISBN 0-7148-4213-3.

延伸閱讀
- Edgar Kaufmann, Jr., Fallingwater: A Frank Lloyd Wright Country House (Abbeville Press 1986)
- Robert McCarter, Fallingwater Aid (Architecture in Detail) (Phaidon Press 2002)
- Lynda S. Waggoner and the 西部賓夕法尼亞州自然保護區（英语：Western Pennsylvania Conservancy）, Fallingwater: Frank Lloyd Wright's Romance With Nature (Universe Publishing 1996)
- Donald Hoffman, Fallingwater: The House and Its History (Dover Publications, 1993)
- Franklin Toker, Fallingwater Rising: Frank Lloyd Wright, E. J. Kaufmann, and America's Most Extraordinary House (Knopf, 2005)

## 外部連結
- 官方網站 （页面存档备份，存于） - 內有參觀資訊
- 落水山莊 - 中文介紹
- 落水山莊資料與照片 （页面存档备份，存于）
- 落水山莊照片瀏覽
- 落水山莊建築評論
- Fallingwater at Great Buildings （页面存档备份，存于） including 3D model
- YouTube video walkthru of Fallingwater （页面存档备份，存于）
- https://web.archive.org/web/20100608235844/http://www.mocpages.com/moc.php/31871 LEGO Fallingwater
- Fallingwater en Perspectiva A project painted on site.
- Fallingwater - La Casa De La Cascada - A short computer graphic movie (in English) featuring the Frank Lloyd Wright masterpiece by Cristóbal Vila, 2007.
- Images of Fallingwater
- Plans and models